# Конференция Big Ten
Конференция Big Ten (B1G) (англ. Big Ten Conference), ранее известная как Западная конференция и конференция Big Nine — старейшая конференция в первом дивизионе студенческого спорта США. В настоящее время в состав конференции входит 14 университетов (в основном передовые исследовательские университеты в своих штатах, хорошо зарекомендовавшие себя в учебе, и с относительно большой численностью студентов), расположенных в основном на Среднем Западе, от Небраски на западе до Пенсильвании на востоке. Участники конференции соревнуются в первом дивизионе NCAA, а команды по американскому футболу в Football Bowl Subdivision (FBS), ранее известном как Division I-A — наивысшем спортивном дивизионе NCAA.
Несмотря на то, что конференция называется Big Ten (с англ. — «Большая десятка»), в настоящее время она состоит из 14 университетов. Конференцию не надо путать с другой конференцией NCAA Big 12, которая в настоящее время состоит из десяти университетов, представляющие различные регионы страны.

## Члены конференции

### Действующие члены
| Университет                                | Место положения (Население)                                             | Дата основания | Дата вступления                   | Тип             | Студентов | Прозвище       | Команд | Чемпионских титулов NCAA (на 9 июня 2013) (не включая футбол) | Чемпионских титулов Big Ten (на 1 июля 2013) | Футбольный дивизион |
| ------------------------------------------ | ----------------------------------------------------------------------- | -------------- | --------------------------------- | --------------- | --------- | -------------- | ------ | ------------------------------------------------------------- | -------------------------------------------- | ------------------- |
| Иллинойсский университет в Урбане-Шампейне | Эрбана (Иллинойс) (41 250) и Шампейн (Иллинойс) (81 055)                | 1867           | 1896                              | Государственный | 41 918    | Файтинг Иллини | 21     | 18                                                            | 237                                          | Leaders             |
| Индианский университет                     | Блумингтон (Индиана) (80 405)                                           | 1820           | 1899 (Атлетика с 1900)            | Государственный | 42 464    | Хузерс         | 24     | 24                                                            | 168                                          | Leaders             |
| Айовский университет                       | Айова-Сити (Айова) (70 133)                                             | 1847           | 1899 (Атлетика с 1900)            | Государственный | 31 498    | Хокайс         | 24     | 25                                                            | 106                                          | Legends             |
| Мичиганский университет                    | Энн-Арбор (Мичиган) (113 934)                                           | 1817           | 1896 (Не участвовала в 1907-1917) | Государственный | 37 197    | Вулверинс      | 27     | 35                                                            | 366                                          | Legends             |
| Университет штата Мичиган                  | Ист-Лансинг (Мичиган) (48 579)                                          | 1855           | 1950 (Атлетика с 1953)            | Государственный | 48 906    | Спартанс       | 25     | 19                                                            | 93                                           | Legends             |
| Миннесотский университет                   | Миннеаполис (Миннесота) (382 578)                                       | 1851           | 1896                              | Государственный | 51 853    | Голден Гоферс  | 23     | 17                                                            | 160                                          | Legends             |
| Мэрилендский университет в Колледж-Парке   | Колледж-Парк (Мэриленд) (31 274)                                        | 1856           | 2014                              | Государственный | 37 631    | Террапинс      | 20     | 26                                                            | 0                                            | East                |
| Университет Небраски в Линкольне           | Линкольн (Небраска) (258 379)                                           | 1869           | 2011                              | Государственный | 24 593    | Корнхаскерс    | 21     | 17                                                            | 6                                            | Legends             |
| Северо-Западный университет                | Эванстоун (Иллинойс) (74 486)                                           | 1851           | 1896                              | Частный         | 14 988    | Уайлдкэтс      | 19     | 8                                                             | 73                                           | Legends             |
| Университет штата Огайо                    | Колумбус (Огайо) (787 033)                                              | 1870           | 1912                              | Государственный | 56 867    | Баккайс        | 35     | 25                                                            | 203                                          | Leaders             |
| Университет штата Пенсильвания             | Юниверсити-Парк (Пенсильвания) (42 034)                                 | 1855           | 1990 (Атлетика с 1993)            | Государственный | 44 817    | Ниттани Лайонс | 31     | 42                                                            | 68                                           | Leaders             |
| Университет Пердью                         | Уэст Лафаетт Индиана) (29 596)                                          | 1869           | 1896                              | Государственный | 39 637    | Бойлмэйкерс    | 18     | 3                                                             | 71                                           | Leaders             |
| Ратгерский университет                     | Нью-Брансуик (Нью-Джерси) (55 831) and Пискатауэй (Нью-Джерси) (58 405) | 1766           | 2014                              | Государственный | 41 565    | Скарлет Найтс  | 27     | 1                                                             | 0                                            | East                |
| Висконсинский университет в Мадисоне       | Мадисон (Висконсин) (233 209)                                           | 1848           | 1896                              | Государственный | 42 595    | Бэджерс        | 23     | 28                                                            | 190                                          | Leaders             |